# Raça Negra
Raça Negra ist eine brasilianische Pagodeband aus São Paulo.

## Werdegang

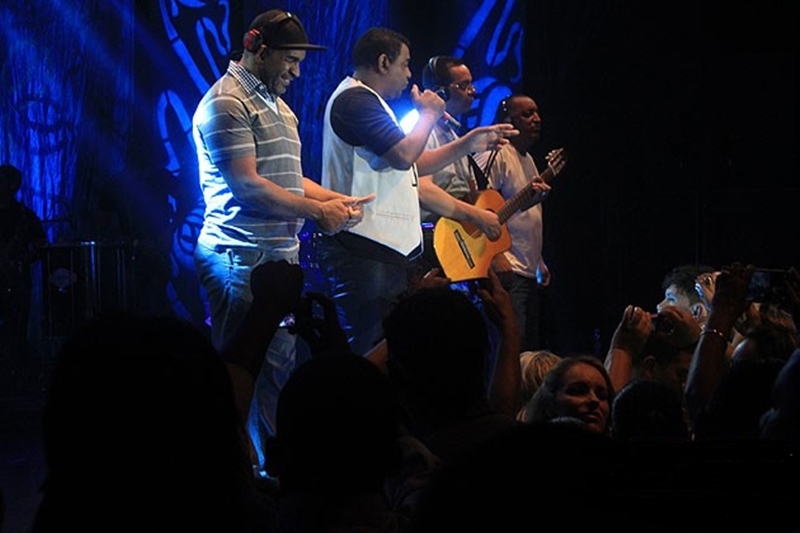
Raça Negra, Livekonzert, Taguatinga, DF im Jahr 2014

Raça Negra wurde 1983 vom Sänger Luiz Carlos (* 1. Februar 1957) in der Zona Leste von São Paulo gegründet. Der erste Name der Gruppe war „A Cor do Samba“. Sie spielten in ihrem Viertel Vila Nhocuné und traten sehr häufig in der Bar do Coalhada auf. Zunächst spielten sie die Musik anderer Künstler mit ihrem eigenen Sambarhythmus nach. 1991 schrieb Luiz Carlos seinen ersten Hit ‘’Caroline’’.
1991 nahm die Gruppe mit den erfolgreichen Songs “Cigana”, “Doce Paixão” und “Cheia de Manias” ihr erstes Album auf. Sie gehörte mit zu den bekannteren Gruppen des Samba Paulista, die Ende der 1980er und Anfang der 1990er Jahre sehr populär waren. Es folgten Auftritte bei Fernsehsendern in São Paulo und Rio de Janeiro.  Die zweite LP 1992 mit den Hits ‘’É o amor’’, ‘’Será„  und ’’Pensando em você“  wurde ebenfalls sehr erfolgreich. Die fünfte LP 1994 brachte bereits Erfolgszahlen von 500.000 verkauften Tonträgern. Raça Negra warb unter anderen für eine nationale Anti-AIDS-Kampagne. Raça Negra verkaufte in seinen 27 Schaffensjahren insgesamt 30 Millionen Platten.  Der Song „É tarde demais“ aus dem Jahr 1995 ist im Guinness-Buch der Rekorde als das an einem Tag meistgespielte Lied der Welt gelistet. Die Gruppe Raça Negra erreichte auf Livekonzerten Zuschauerzahlen von 1,5 Millionen Menschen auf einer Show während des Dia dos Trabalhadores in São Paulo, 700.000 Zuschauer auf einem Konzert in den USA und in Luanda/Angola 80.000 Zuschauer auf einer vierstündigen Show.

## Besetzung
- Luiz Carlos (Gesang und Gitarre)
- Fabinho Cesar (Gitarre und Pandeiro)
- Fena (Surdo)
- Fernando Monstrinho (Tantan Trommel)
- Fininho (Schlagzeug)
- Irupe (Tenor Saxofon und Flöte)
- Gabu (von 1991 bis 1997 Perkussion)
- Paulinho (von 1983 bis 1999 Bass)
- Café (von 1983 bis 2005 Perkussion)

## Diskografie
- Raça Negra Vol. 1 (1991)
- Raça Negra Vol. 2 (1992)
- Raça Negra Vol. 3 (1992)
- Raça Negra Vol. 4 (1993)
- Raça Negra Vol. 5 (1994)
- Raça Negra Vol. 6 (1995)
- Raça Negra Ao Vivo (1996)
- Raça Negra Vol. 7 (1996)
- Raça Negra Vol. 8 (1997)
- Raça Negra Vol. 9 (1998)
- Raça Negra Ao Vivo 2 (1999)
- Raça Negra (Vem pra ficar) Vol. 10 (2000)
- Raça Negra Vol. 11 (2001)
- Raça Negra (Samba Jovem Guarda) Vol. 12 (2002)
- Raça Negra (Dou a Vida por um Beijo) Vol. 13 (2003)
- Raça Negra (Ao Vivo 3) (2005)
- Raça Negra 23 Vol. 14 (2006)
- Raça Negra Canta Jovem Guarda Vol. 15 (2007)
- Raça Negra: As 20 mais Acústico (2007)
- Raça Negra 25 Anos (ao vivo 4) (2008)
- Raça Negra Canta Jovem Guarda II (2009)
- Raça Negra Boa Sorte (CD) (2010)
- Raça Negra Nossa História (CD) (2011)